# Wostok 8K72
Wostok 8K72 – jedna z pierwszych radzieckich rakiet nośnych. Rakieta była zmodyfikowaną wersją rakiety Łuna 8K72, zbudowanej na bazie rakiety balistycznej ICBM R-7. Została użyta do wynoszenia prototypów pierwszego radzieckiego załogowego statku kosmicznego Wostok. W jednym ze startów Wostoka 8K72 zginęły dwa psy-kosmonautki, Czajka i Lisiczka.

## Chronologia
- 1958 – rozpoczęcie prac nad statkiem Wostok i trzecim członem rakiety mającej go przenosić

1. 15 maja 1960, 00:00:05 GMT; s/n L1-11; miejsce startu: Bajkonur (LC1), Kazachstan
Ładunek: Korabl-Sputnik (Sputnik 4); Uwagi: start udany
2. 28 lipca 1960, 09:31 GMT; s/n L1-10; miejsce startu: Bajkonur (LC1), Kazachstan
Ładunek: Korabl-Sputnik 2; Uwagi: start nieudany – jeden z członów dodatkowych zapalił się przy zapłonie silników. W 17 sekundzie lotu oderwał się od rakiety głównej. W 28,5 sekund po starcie, rakieta nośna eksplodowała. Na miejscu zginęły dwa psy, Czajka i Lisiczka, umieszczone w przenoszonym prototypie statku załogowego Wostok.
3. 19 sierpnia 1960, 08:44:06 GMT; s/n L1-12; miejsce startu: Bajkonur (LC1), Kazachstan
Ładunek: Korabl-Sputnik 2 (Sputnik 5); Uwagi: start udany
4. 1 grudnia 1960, 07:30:04 GMT; s/n L1-13; miejsce startu: Bajkonur (LC1), Kazachstan
Ładunek: Korabl-Sputnik 3 (Sputnik 6); Uwagi: start udany